# JRR-2
JRR-2（ジェイ・アール・アール・ツー：Japan Research Reactor No. 2）は、かつて日本原子力研究所が運転した研究用の原子炉である。Chicago Pile-5型原子炉を原型として開発された。
アメリカン・マシン・アンド・ファウンドリー(AMF)の子会社であるAMF・アトミックス社が製造した。
1960年10月1日午前4時49分に初臨界に到達して1996年12月まで運転された。原子炉を利用した各種の実験や技術者の訓練に役立った。さらに解体技術の習得にも役立てられた。
1955年11月14日、アメリカから日本へ濃縮ウランを貸与するための日米原子力研究協定（昭和30年12月27日条約19号「原子力の非軍事的利用に関する協力のための日本国政府とアメリカ合衆国政府との間の協定」）がワシントンD.C.で調印され、同年12月27日発効した。研究原子炉用に20%濃縮ウラン235を6 kgを限度に賃貸すること、使用済み核燃料のアメリカへの返還、貸与燃料を目的どおり使用すること、使用記録を毎年報告することがとりきめられた。この協定に基づいて、日本最初の原子炉として日本原子力研究所に二つの研究炉(JRR-1、JRR-2)が導入された。

## 仕様
- 型式:濃縮ウラン重水型
- 熱出力:1万kW[5]